# Patrick Konrad
Patrick Konrad (* 13. října 1991) je rakouský profesionální silniční cyklista jezdící za UCI WorldTeam Lidl–Trek.

## Kariéra
V roce 2014 získal Konrad v barvách týmu Gourmetfein–Simplon Wels čtvrté místo celkově a vítězství v soutěži mladých jezdců na Kolem Rakouska. Před sezónou 2015 se připojil k týmu Bora–Argon 18. V roce 2016 byl jmenován na startovní listině Tour de France 2016 a v roce 2017 na startovní listině Gira d'Italia 2017. V roce 2018 dojel Konrad sedmý v celkovém pořadí na Giru d'Italia a vyhrál vrchařskou soutěž na Tour de Pologne. V roce 2019 se Konrad stal mistrem Rakouska v silničním závodu a získal třetí místo celkově na Tour de Suisse. Na Giru d'Italia 2020, konaném v říjnu namísto května kvůli pandemii covidu-19, získal osmé místo v celkovém pořadí.
V roce 2021 vyhrál Konrad šestnáctou etapu Tour de France 2021 ze sólo úniku, svou první etapu na Grand Tours. V cíli také dostal cenu bojovnosti. Stal se tak třetím rakouským vítězem etapy na Tour de France po Maxi Bullovi v roce 1931 a Georgu Totschnigovi v roce 2005.
V srpnu 2023 bylo oznámeno, že Konrad podepsal dvouletý kontrakt s UCI WorldTeamem Lidl–Trek od sezóny 2024.

## Osobní život
Konrad je synem organizátora Vídeňského maratonu a bývalého běžce na středních tratích Wolfganga Konrada.

## Hlavní výsledky
2009
Oberösterreich Juniorenradrundfahrt
3. místo celkově
vítěz 2. etapy
Národní šampionát
4. místo časovka juniorů
2011
Národní šampionát
4. místo silniční závod
4. místo Tobago Cycling Classic
2012
5. místo Eschborn–Frankfurt City Loop
Toscana-Terra di Ciclismo
7. místo celkově
Tour de l'Avenir
9. místo celkově
2013
Tour de l'Avenir
3. místo celkově
5. místo Grand Prix Südkärnten
Course de la Paix U23
7. místo celkově
Mistrovství světa
10. místo silniční závod do 23 let
10. místo Puchar Uzdrowisk Karpackich
2014
Oberösterreich Rundfahrt
 celkový vítěz
 vítěz soutěže rakouských jezdců
2. místo Raiffeisen Grand Prix
Kolem Rakouska
4. místo celkově
 vítěz soutěže mladých jezdců
Le Triptyque des Monts et Châteaux
4. místo celkově
vítěz etapy 2b
4. místo Grand Prix Südkärnten
Rhône-Alpes Isère Tour
6. místo celkově
 vítěz soutěže bojovnosti
10. místo Croatia–Slovenia
2015
Giro del Trentino
vítěz 1. etapy (TTT)
Danmark Rundt
5. místo celkově
Tour de l'Ain
9. místo celkově
Kolem Ománu
10. místo celkově
Abú Dhabí Tour
10. místo celkově
2016
Giro del Trentino
5. místo celkově
6. místo Rudi Altig Race
2017
3. místo Vuelta a Murcia
Kolem Baskicka
7. místo celkově
Abú Dhabí Tour
10. místo celkově
 vítěz sprinterské soutěže
2018
Tour de Pologne
 vítěz vrchařské soutěže
5. místo Grand Prix Cycliste de Québec
6. místo Trofeo Serra de Tramuntana
Giro d'Italia
7. místo celkově
Paříž–Nice
7. místo celkově
9. místo Grand Prix Cycliste de Montréal
Kolem Baskicka
10. místo celkově
10. místo Valonský šíp
2019
Národní šampionát
 vítěz silničního závodu
3. místo časovka
Tour de Suisse
3. místo celkově
Vuelta a Murcia
4. místo celkově
6. místo Clásica de San Sebastián
7. místo Valonský šíp
7. místo Trofeo Campos, Porreres, Felanitx, Ses Salines
Kolem Baskicka
9. místo celkově
2020
Sibiu Cycling Tour
2. místo celkově
7. místo Valonský šíp
Giro d'Italia
8. místo celkově
2021
Národní šampionát
 vítěz silničního závodu
Tour de France
vítěz 16. etapy
 cena bojovnosti po 16. etapě
Tour de La Provence
5. místo celkově
7. místo Grand Prix de Wallonie
2022
Národní šampionát
4. místo silniční závod
5. místo BEMER Cyclassics
Tour de Hongrie
8. místo celkově
2023
2. místo Eschborn–Frankfurt
Národní šampionát
4. místo silniční závod
7. místo Trofeo Andratx–Mirador D'es Colomer
8. místo Lutych–Bastogne–Lutych
10. místo Trofeo Ses Salines–Alcúdia

### Výsledky na etapových závodech
| Výsledky na Grand Tours        |      |      |      |      |      |      |      |      |      |      |
| Grand Tour                     | 2015 | 2016 | 2017 | 2018 | 2019 | 2020 | 2021 | 2022 | 2023 | 2024 |
| Giro d'Italia                  | —    | —    | 16   | 7    | —    | 8    | —    | —    | 20   | —    |
| Tour de France                 | —    | 65   | —    | —    | 35   | —    | 27   | 15   | 82   | —    |
| Vuelta a España                | —    | —    | 96   | —    | —    | —    | —    | —    | —    | DNF  |
| Výsledky na etapových závodech |      |      |      |      |      |      |      |      |      |      |
| Závod                          | 2015 | 2016 | 2017 | 2018 | 2019 | 2020 | 2021 | 2022 | 2023 | 2024 |
| Paříž–Nice                     | —    | —    | 26   | 7    | 36   | 34   | —    | —    | —    |      |
| Tirreno–Adriatico              | 72   | 43   | —    | —    | —    | 33   | 27   | —    | —    |      |
| Volta a Catalunya              | —    | —    | —    | —    | —    | NS   | —    | —    | 72   |      |
| Kolem Baskicka                 | —    | —    | 7    | 10   | 9    | NS   | 36   | —    | —    |      |
| Tour de Romandie               | —    | —    | —    | —    | —    | NS   | —    | 73   | —    |      |
| Critérium du Dauphiné          | —    | 59   | —    | —    | —    | —    | 12   | 12   | —    |      |
| Tour de Suisse                 | —    | —    | 13   | 74   | 3    | NS   | —    | —    | —    |      |

| —   | Nezúčastnil se |
| DNF | Nedokončil     |
| NS  | Nejelo se      |